# Pierre Bayard

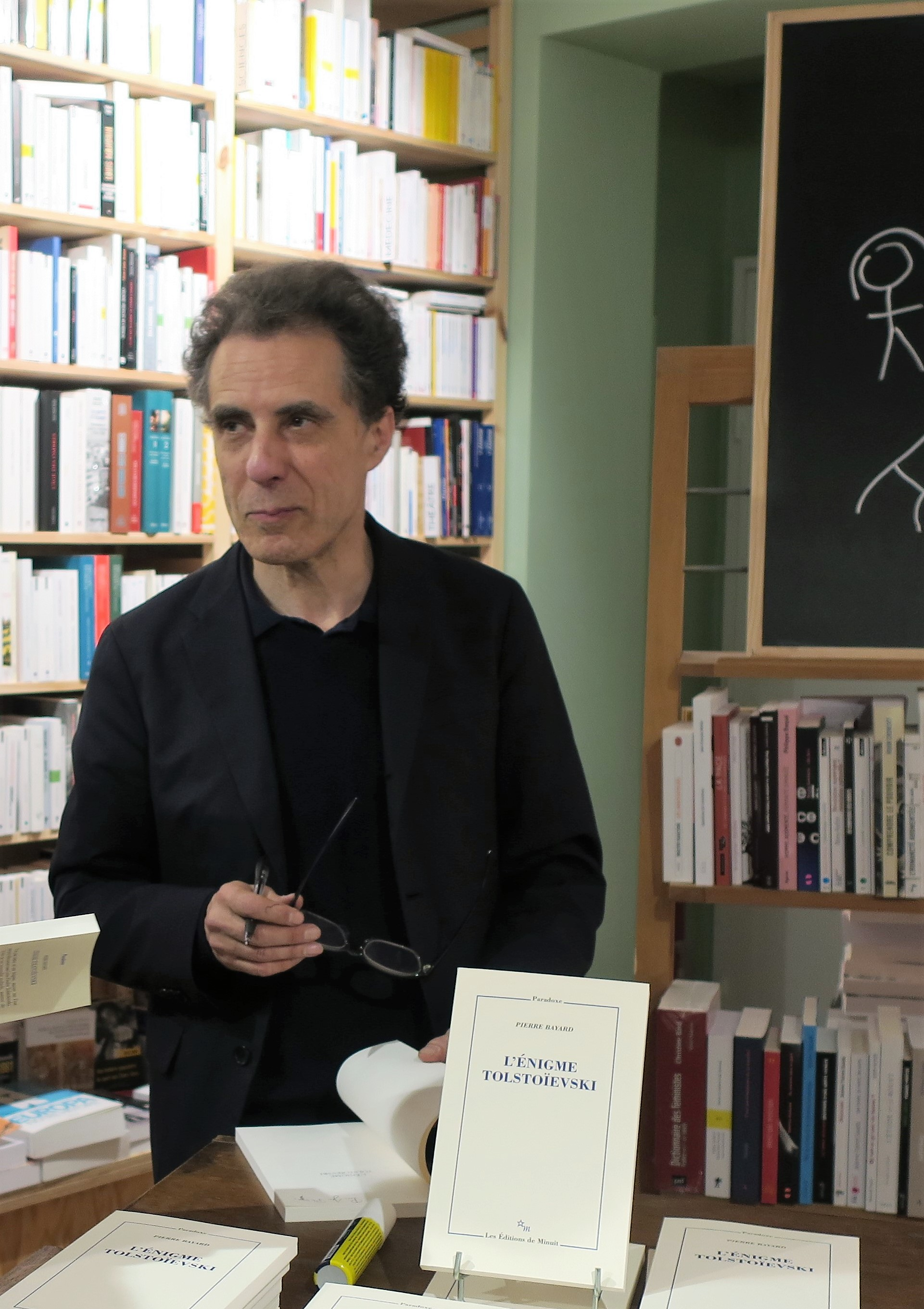
Pierre Bayard

Pierre Bayard (* 1954) ist ein französischer Professor, Psychoanalytiker und Schriftsteller. Er lehrt Französische Literatur an der Universität Paris VIII.
Bekannt wurde er 2007 mit seinem Essay Comment parler des livres que l'on n'a pas lus? (auf Deutsch erschienen unter dem Titel: Wie man über Bücher spricht, die man nicht gelesen hat), der in Frankreich zum Bestseller avancierte und auch in Deutschland große Beachtung fand.
In dem 2008 erschienenen Essay Freispruch für den Hund der Baskervilles. Hier irrte Sherlock Holmes als letztem Teil einer Trilogie entwickelte Bayard die literarische Methode der „Kriminalkritik“. In Form einer Gegenermittlung versucht er darin nachzuweisen, dass Arthur Conan Doyles Romandetektiv Sherlock Holmes  bei seinen Ermittlungen in Der Hund von Baskerville zu einem anderen Ergebnis hätte kommen müssen.

## Schriften
Übersetzungen
- Wie man über Bücher spricht, die man nicht gelesen hat. Aus dem Französischen von Lis Künzli. Kunstmann, München 2007, ISBN 978-3-88897-486-1; Original: Comment parler des livres que l'on n'a pas lus ? (Minuit, 2007)
- Freispruch für den Hund der Baskervilles. Hier irrte Sherlock Holmes. Aus dem Französischen von Lis Künzli. Kunstmann, München 2008, ISBN 978-3-88897-529-5; Original: L'Affaire du chien des Baskerville (Minuit, 2008)
- Wie man über Orte spricht, an denen man nicht gewesen ist. Aus dem Französischen von Lis Künzli. Kunstmann, München 2013, ISBN 978-3-88897-825-8; Original: Comment parler des lieux où l'on n'a pas éte ? (Minuit, 2012)

Französischsprachige Werke
- Balzac et le troc de l'imaginaire. Lecture de La Peau de chagrin (Lettres modernes-Minard, 1978).
- Symptôme de Stendhal. Armance et l’aveu (Lettres modernes-Minard, 1980).
- Il était deux fois Romain Gary (Presses universitaires de France, 1990).
- Le Paradoxe du menteur. Sur Laclos (Minuit, 1993).
- Maupassant, juste avant Freud (Minuit, 1994).
- Le Hors-sujet. Proust et la digression (Minuit, 1996).
- Qui a tué Roger Ackroyd ? (Minuit, 1998 et « Reprise », 2002).
- Lire avec Freud. Pour Jean Bellemin-Noël, dir. Pierre Bayard (Presses universitaires de France, 1998).
- Comment améliorer les œuvres ratées ? (Minuit, 2000).
- Enquête sur Hamlet. Le Dialogue de sourds (Minuit, 2002).
- Le Détour par les autres arts. Pour Marie-Claire Ropars, dir. Pierre Bayard et Christian Doumet (L’Improviste, 2004).
- Peut-on appliquer la littérature à la psychanalyse (Minuit, 2004).
- Demain est écrit (Minuit, 2005).
- Comment parler des livres que l'on n'a pas lus ?, Minuit, 2007
- L'Affaire du chien des Baskerville, Minuit, 2008
- Le Plagiat par anticipation (Minuit, 2009).
- Et si les œuvres changeaient d'auteur ?, Minuit, 2010
- Comment parler des lieux où l’on n’a pas été ?, Minuit, 2012
- Aurais-je été résistant ou bourreau ?, Minuit, 2013
- Il existe d’autres mondes, Minuit, 2014
- Aurais-je sauvé Geneviève Dixmer ?, Minuit, 2015
- Le Titanic fera naufrage, Minuit, 2016
- L'énigme Tolstoïevski, Minuit, 2017
- La vérité sur "Dix petits nègres", Minuit, 2019
- Comment parler des faits qui ne se sont pas produits ?, Minuit, 2020,
- La Vérité sur "Ils étaient dix", Minuit, 2020 et "Double", 2021
- Œdipe n'est pas coupable, Minuit, 2021 et "Double", 2023
- Et si les Beatles n'étaient pas nés ?, Minuit, 2022
- Hitchcock s'est trompé, Minuit, 2023